# Sekundnik
Sekundnik – trzecia dodatkowa wskazówka zegara wskazówkowego. Sekundnik to wskazówka najczęściej umieszczana centralnie razem z dwoma głównymi, która informuje obserwatora o aktualnie upływającej sekundzie z danej minuty (którą wskazuje wskazówka minutowa). Ta szybko poruszająca się wskazówka pozwala na dokładne określenie wskazania.